# Ivanoe Bonomi
Ivanoe Bonomi (pronunție italiană: [iˈvaːnoe boˈnɔːmi]; n. 18 octombrie 1873, Mantova, Lombardia, Regatul Italiei – d. 20 aprilie 1951, Roma, Italia) a fost un politician și jurnalist italian, prim-ministru al Italiei între 1921 și 1922 și din nou din 1944 până în 1945.

## Originea și începuturile carierei
Ivanoe Bonomi s-a născut la Mantova, Italia, într-o familie burgheză. A studiat științele naturii la Universitatea din Bologna și a absolvit în 1896. După ce a lucrat doi ani ca profesor de liceu, a obținut și o diplomă de drept la aceeași universitate.
În 1893, influențat de mișcarea cooperatistă⁠(d) aflată la începuturile ei, răspândirea propagandei marxiste în zona rurală din jurul Mantovei, precum și de întâlnirile cu lideri socialiști ca Filippo Turati⁠(d), Leonida Bissolati⁠(d), și Anna Kuliscioff⁠(d), a intrat în Partidul Socialist Italian⁠(d) (la acea dată numit „Partidul Socialist Muncitoresc Italian”). În august 1894 a participat la congresul socialist pentru regiunea Lombardia, ținut semiclandestin din cauza măsurilor represive luate de prim-ministrul Francesco Crispi. În noiembrie, a fost condamnat la 75 de zile de exil intern pentru activitățile sale politice.
De la început, a avut idei reformiste⁠(d) și a susținut poziții revizioniste, inclusiv o alianță între proletariat și mica burghezie în apărarea instituțiilor democratice. În 1896 a propus ca partidul să susțină candidați liberali și burghezi în turul al doilea de scrutin, și a afirmat că principala misiune pentru clasa muncitoare este transformarea Italiei într-o  democrație burgheză modernă înainte de a se putea instaura socialismul. În ciuda unor apeluri pentru colectivizarea totală făcute la început, în cele din urmă a trecut spre soluții mai moderate, cum ar fi crearea voluntară a cooperativelor⁠(d), inclusiv în agricultură. A criticat decizia de a declanșa greva generală⁠(d) în septembrie 1904, dar totuși a colaborat cu sindicaliștii revoluționari pe durata grevei.
Pe plan internațional, a susținut alți reformiști, ca Eduard Bernstein, Alexandre Millerand, și Jean Jaurès.
În 1907 a fost ales în consiliul municipal al Romei⁠(d) și a fost membru al administrației orașului timp de un an. La alegerile generale din 1909⁠(d), a fost ales în Camera Deputaților din circumscripția Mantova. În această perioadă, a fost un puternic susținător al lui Giovanni Giolitti, un reformator liberal, deoarece considera că aceasta le va permite socialiștilor să influențeze și să contribuie la evoluții progresiste, cum ar fi propunerea de introducere a votului universal. Pozițiile sale au continuat însă să rămână minoritare în cadrul Partidului Socialist chiar dacă la acea dată liderul principal al său era Turati, care și el era reformist. În 1911 Bonomi s-a distanțat din nou de linia partidului scriind articole prin care își exprima o susținere rezervată pentru invadarea Libiei. În martie 1912, alături de alți membri ai aripii de dreapta a Partidului Socialist, a mers la o întâlnire fără precedent cu regele Victor Emmanuel al III-lea pentru a-și exprima ușurarea la eșecul unei tentative de asasinat anarhiste. Aceasta a dus la excluderea sa la congresul partidului din acel an, unde facțiunea mai radicală a dobândit control majoritar.
Cei care au fost excluși au înființat Partidul Socialist Reformist Italian⁠(d) (PSRI), care a obținut 3,92% din voturi și 19 locuri la alegerile din 1913.
PSRI a susținut intrarea Italiei în Primul Război Mondial⁠(d) și a sprijinit guvernul naționalist condus de Antonio Salandra. Când Italia a declarat război Austro-Ungariei în mai 1915, Bonomi s-a înscris ca voluntar în armată și a fost trimis pe front cu grad de sublocotenent în Regimentul 7 Alpini⁠(d), luând parte la lupte. În iunie 1916 a fost numit ministru al lucrărilor publice în cabinetul Boselli⁠(d) și a ocupat acest post timp de douăsprezece luni, până când a demisionat din cauza dezacordurilor pe tema politicii interne. Avea să mai dețină acest portofoliu a doua oară în guvernul Orlando⁠(d) din ianuarie până în iunie 1919. După război, a fost ministru de război⁠(d) (martie 1920–aprilie 1921) și apoi pentru scurt timp ministru de finanțe în guvernele prim-miniștrilor Francesco Saverio Nitti și Giolitti.

## Criza democrației italiene și primul mandat de prim-ministru
Câteva luni mai târziu, a devenit pentru prima oară prim-ministru al Italiei, într-un guvern de coaliție, și a fost primul socialist care a ocupat acest post. La începutul lui 1922, guvernul său a căzut, și a fost înlocuit în funcția de prim-ministru de Luigi Facta, în contextul insurgenței fasciste conduse de Benito Mussolini.

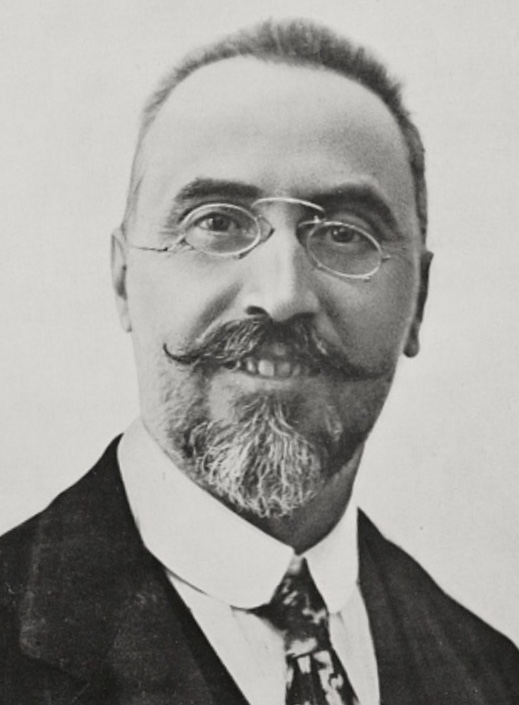
Bonomi la momentul primului mandat de prim-ministru, în 1922.

## În perioada fascistă
După consolidarea regimului fascist, Bonomi s-a retras din viața politică. În anii următori, s-a dedicat cercetării istorice, publicând mai multe articole despre Giuseppe Mazzini și Republica Romană de la 1849, și lucrând la o istorie a politicii italiene din 1870 până în 1918, care avea să fie publicată abia în 1944.
Spre sfârșitul lui 1942, când Italia se confrunta cu înfrângeri militare pe mai multe fronturi în al Doilea Război Mondial și cu disensiuni politice crescânde pe plan intern, a reluat contactele clandestine cu antifasciștii din diferite partide politice. A început și publicarea unui ziar clandestin, La Ricostruzione.
Pe 2 iunie 1943 a mers la o audiere privată cu regele Victor Emmanuel al III-lea în care i-a propus acestuia demiterea lui Mussolini, numirea unui guvern militar, și denunțarea alianței cu Germania Nazistă. Suveranul nu a acționat la propunerea lui. În aceeași lună, Bonomi a avut și alte întâlniri, cu Maria José, principesă de Piemont, și cu moștenitorul acesteia, prințul Umberto al II-lea, sugerând numirea mareșalului Pietro Badoglio ca prim-ministru, cu el însuși ca viceprim-ministru, având obiectivul de a pune capăt dictaturii fasciste și alianței cu Adolf Hitler. În acest moment, Victor Emmanuel începuse și el să susțină acest plan, dar regele a preferat o altă soluție, centrată pe lideri ai forțelor armate și cu disidenți din rândul Partidului Fascist, ceea ce a însemnat că Bonomi nu a fost implicat în planificarea demiterii și arestării lui Mussolini la 25 iulie.

## Căderea fascismului și al doilea mandat de prim-ministru
După căderea fascismului în iulie 1943, Bonomi a participat la mai multe întruniri antifasciste care cereau ca noul guvern condus de Badoglio să desființeze organizațiile fasciste, să elibereze deținuții politici, și să restaureze libertatea presei.
La 9 septembrie, a doua zi după anunțarea armistițiului de la Cassibile, șase partide antifasciste au convenit să formeze un Comitet de Eliberare Națională⁠(d) (CLN), în frunte cu Bonomi, care să conducă mișcarea italiană de rezistență. Partidele membre erau Partidul Comunist Italian, Partidul Socialist Italian⁠(d), Partidul Acțiunii⁠(d), Creștin-Democrația⁠(d), Partidul Liberal Italian⁠(d), și Partidul Democratic al Muncii⁠(d) din care făcea parte și Bonomi. Cât timp Roma a fost sub control german, Bonomi s-a ascuns în zona Arhibasilicii Sfântul Ioan Lateran, sub protecția Papei Pius al XII-lea.
Ca președinte al CLN, Bonomi a încercat să devieze discuțiile de la sugestia ca monarhia să fie desființată sau ca regele să abdice. Relațiile cu guvernul regal, care se refugiase în sudul țării, controlat de Aliați, au fost o mare sursă de fricțiuni. Comuniștii, socialiștii și acționiștii îl considerau pe Victor Emmanuel al III-lea complice al fasciștilor și responsabil pentru situația dezastruoasă a războiului, din cauza atitudinii sale din timpul ascensiunii lui Mussolini și în cei aproape douăzeci de ani de dictatură, și cereau plecarea sa imediată. Creștin-democrații și liberalii preferau să amâne orice discuție pe marginea formei de guvernământ, considerând că monarhia este un factor de legitimitate și de unitate națională. Bonomi s-a preocupat îndeosebi de suprimarea oricăror aspirații revoluționare din partea partidelor de stânga și de restaurarea democrației liberale pre-fasciste. Aceste discuții au condus în cele din urmă la demisia sa din funcție la 24 martie 1944. Avea însă să se întoarcă pe 5 mai, după ce secretarul Partidului Comunist, Palmiro Togliatti, care tocmai se întorsese din exil, a susținut în mod neașteptat poziția moderată. În aceeași perioadă, Enrico De Nicola negociase și el o soluție de compromis în care Victor Emmanuel urma să-și delege puterile principelui Umberto, propunere acceptată de rege.
La 8 iunie, la două zile după eliberarea Romei, Badoglio și reprezentanții partidelor din CLN, alături de Noel Mason-MacFarlane⁠(d) ca reprezentant al Aliaților, au convenit ca Bonomi să devină prim-ministru. A depus jurământul pe 18 iunie. Guvernul a funcționat la început în orașul sudic Salerno și s-a mutat la Roma la jumătatea lui iulie. Bonomi a deținut și funcțiile de ministru de interne⁠(d) și ministru pentru Africa Italiană (la acea dată sub ocupație aliată) și, până în decembrie 1944, ministru de externe⁠(d). Numirea sa a fost făcută fără informarea premierului britanic Winston Churchill, care îl considera pe Badoglio o variantă mai sigură, și care l-a demis pe Mason-MacFarlane din această cauză. Mason-MacFarlane era la rândul lui de acord cu punctul de vedere al americanilor, conform căruia Badoglio era prea discreditat pentru a mai conduce guvernul, iar asocierea sa cu fascismul avea să slăbească monarhia italiană.

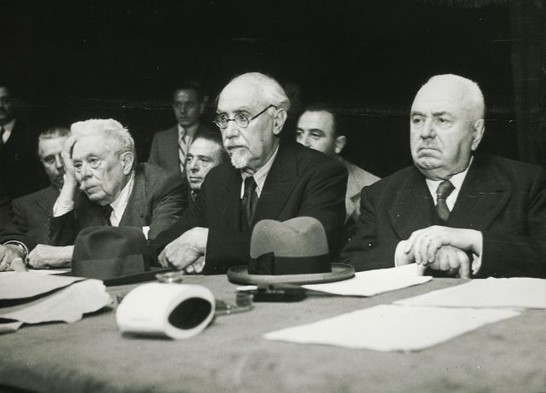
Vittorio Emanuele Orlando, Bonomi, și Francesco Saverio Nitti la o ședință a Adunării Constituante Italiene în 1946.

Principalele chestiuni de pe masa noului guvern au fost continuarea războiului până la eliberarea Italiei de sub ocupație germană, și implementarea practică a diferitelor compromisuri ce fuseseră anterior convenite în principiu. Ca prim-ministru, Bonomi a recunoscut formal forțele de partizani ce operau în Nord ca parte a efortului de război, și le-a organizat sub un comandament unificat⁠(d) în frunte cu generalul Raffaele Cadorna Jr.⁠(d), care a fost parașutat în zonele ocupate. El a aprobat și un decret care prevedea alegerea unei Adunări Constituante⁠(d) după finalul conflictului. Disputele permanente pe marginea prerogativelor regale și a limitelor epurărilor simpatizanților fasciști din aparatul de stat au condus însă la demisia sa în 25 noiembrie. Criza guvernamentală care a urmat, în care Carlo Sforza⁠(d) (respins de britanici din cauza simpatiilor republicane) și Meuccio Reuini⁠(d) au fost luați în calcul ca potențiali prim-miniștri, a fost rezolvată prin renumirea lui Bonomi, care a oferit posturi de viceprim-ministru Creștin-Democrației și Partidului Comunist. Partidele Socialist și al Acțiunii au ales să nu facă parte din guvern.
În ultimele luni de război, a recunoscut autoritatea CLNAI⁠(d) (organ din subordinea CLN operând în Italia de Nord) în caz de insurecție generală, și a aprobat decretele privind formarea unui organism legislativ provizoriu⁠(d) și organizarea unui viitor referendum pentru forma de guvernământ și a alegerilor generale pentru Adunarea Constituantă. El a adoptat și reforme ale asistenței sociale, crescând pensiile cele mai mici.
După sfârșitul războiului în Europa, Bonomi a început să se confrunte cu critici din ce în ce mai multe pe tema personalității sale și acțiunilor sale dinaintea fascismului, în special din partea unor politicieni care trăiseră în clandestinitate în zonele ocupate și care erau apropiați mișcării de partizani. Ca urmare, a demisionat la 21 iunie 1945 he resigned on 21 June 1945.
După demisia succesorului său, Ferruccio Parri, în decembrie 1945, liberalii au încercat să-l propună din nou pe Bonomi ca prim-ministru, și apoi, un an mai târziu, ca ministru în guvernul lui Alcide De Gasperi, dar fără succes.

## Sfârșitul vieții
În iunie 1946 a fost ales în Adunarea Constituantă pe listele Uniunii Naționale Democratice⁠(d), o alianță între Partidul Liberal și Partidul Democratic al Muncii. A fost președintele Comisiei de tratate a Adunării. El a participat și la conferința preliminară pentru adoptarea tratatului de pace cu Aliații, de la Paris, ca membru al delegației Italiei.
În 1948 a devenit membru de drept al Senatului Italiei⁠(d). A fost ales președinte al acestui for⁠(d), primul după instaurarea republicii, și a deținut această funcție până la moartea sa. A intrat în nou-înființatul Partid Socialist Muncitoresc Italian⁠(d) (mai târziu denumit Partidul Democrat Socialist Italian), în care a fost președinte de onoare.
A murit la 20 aprilie 1951 la Palazzo Giustiniani⁠(d) din Roma, reședința oficială a președintelui Senatului, la vârsta de 77 de ani.